# 1965 en littérature
| Années de la littérature : 1962 - 1963 - 1964 - 1965 - 1966 - 1967 - 1968    |
| Décennies de la littérature : 1930 - 1940 - 1950 - 1960 - 1970 - 1980 - 1990 |

Cet article présente les faits marquants de l'année 1965 en littérature.

## Évènements
- Premiers livres de poche lancés par Mondadori en Italie.
- Début de la collection « Temps retrouvé », éd. Mercure de France. Une collection de mémoires et de souvenirs réunissant qualités littéraires et intérêts historiques.

## Parutions

### Biographies
- André Maurois, Prométhée ou la vie de Balzac, Paris, Hachette
- Henri Guillemin, L’Homme des Mémoires d’Outre-Tombe, Paris, éd. Gallimard

### Bandes dessinées
1. Morris et René Goscinny, Le 20e de cavalerie, une aventure de Lucky Luke, adapté du film Le Massacre de Fort Apache de John Ford.

### Essais
- Louis Althusser, Lire le Capital.
- Louis Althusser, Pour Marx.
- Georges Bidault, D'une résistance à l'autre.
- Gilles Deleuze (philosophe), Nietzsche, éd. Presses universitaires de France.
- Mircea Eliade, Le Sacré et le Profane, éd. Gallimard.
- Benoîte et Flora Groult, Féminin pluriel (mai).
- Pierre Jalée, Le pillage du Tiers-Monde.
- Jean Moulin, préface général Charles de Gaulle, Premier combat, éd. de Minuit (janvier), 169 p..
- Régine Pernoud, Aliénor d'Aquitaine, éd. Albin Michel.
- Jean-Albert Vellard, Histoire du curare. : Les poisons de chasse en Amérique du Sud, Paris, Gallimard, coll. « L'Espèce humaine », 24 pl. hors texte et 34 ill., 224
- France Pastorelli, Mes voies ne sont pas vos voies.

### Poésie
1. Yves Bonnefoy, Pierre écrite.

### Romans

#### Auteurs francophones
1. Pierre Guyotat, Tombeau pour 500 000 Soldats
2. Mouloud Mammeri, L'Opium et le bâton.
3. Georges Perec, Les Choses (19 septembre).
4. Raymond Queneau, Les Fleurs bleues.

#### Auteurs traduits
1. Stephen Vizinczey (Hongrois-Canadien, 1933) : In praise of older women (Éloge des femmes mûres, 2001).

## Théâtre
- 1er décembre : Des journées entières dans les arbres, pièce de Marguerite Duras.

## Prix littéraires
- Voir la liste des Prix du Gouverneur général 1965.
- Prix Femina : Quelqu'un de Robert Pinget.
- Prix Hugo: Fritz Leiber, The Wanderer
- Prix Nebula: Frank Herbert, Dune
- Prix Goncourt: Jacques Borel, L'Adoration
- Prix Médicis: René-Victor Pilhes, La Rhubarbe
- Prix Pulitzer de la poésie: John Berryman, 77 Dream Songs
- Prix Renaudot : Georges Perec, Les Choses.
- Prix Interallié : La Confession mexicaine d'Alain Bosquet
- Grand prix du roman de l'Académie française : Le Cheval d'Herbeleau de Jean Husson
- Prix des libraires : Le Soleil de Palicorna de Jacques Peuchmaurd
- Prix des Deux Magots : Les Pierres sauvages de Fernand Pouillon
- Grand prix de littérature du Conseil nordique : William Heinesen, Det gode Håb et Olof Lagercrantz, Från Helvetet till Paradiset.
- 15 octobre : Mikhaïl Cholokhov prix Nobel de littérature.

## Principales naissances
- 3 février : Jean-Paul Carminati, écrivain, artiste dramatique et avocat français
- 31 juillet : J. K. Rowling, écrivaine britannique
- 3 août : Jang Seoknam, poète sud-coréen
- 21 septembre : Frédéric Beigbeder, romancier français
- 3 décembre : Olivier Verdun, philosophe et poète français
- Scott Wolven, écrivain américain
- Jeong Ji-a, auteure sud-coréenne

## Principaux décès
- 4 janvier : T. S. Eliot, poète, dramaturge, et critique moderniste américain naturalisé britannique, 77 ans (° 26 septembre 1888).
- 2 mai : Hrachya Kochar, écrivain et publiciste arménien (° 19 janvier 1910).
- 9 juillet : Jacques Audiberti, écrivain, poète et dramaturge français, 66 ans (° 25 mars 1899).
- 28 juillet : Edogawa Ranpo, écrivain et critique japonais, 71 ans (° 21 octobre 1894).
- 30 juillet :  Jun'ichirō Tanizaki, écrivain japonais, 79 ans (° 24 juillet 1886).
- 8 août : Shirley Jackson, romancière et novelliste américaine (° 14 décembre 1916)
- 20 octobre : Corrado Govoni, écrivain et poète italien, 80 ans. (° 29 octobre 1884)
- 16 décembre : William Somerset Maugham, dramaturge et romancier britannique, 91 ans (° 25 janvier 1874).